# Бартелеми-Сент-Илер, Жюль
Жюль Бартелеми-Сент-Илер (фр. Jules Barthélemy-Saint-Hilaire; 1805—1895) — французский политический деятель и учёный; переводчик Аристотеля.

## Биография
Служил в министерстве финансов, но одновременно занимался журналистикой, сотрудничая с 1827—1830 годах в газете Globe. После июльской революции стал издавать Воn Sens, участвуя вместе с тем в National, Le Constitutionnel и других оппозиционных газетах.
В 1833 отказался от публицистики и посвятил себя учёным трудам. Перевод Аристотеля обеспечил ему место профессора греческой и римской философии в Коллеж де Франс (1838). В 1839 годы был избран членом академии наук.
После революции 1848 был членом учредительного и законодательного собрания и примкнул к партии умеренных. В 1851 вследствие государственного переворота содержался некоторое время в Мазасской тюрьме; в 1852, отказавшись от присяги Наполеону III, был вынужден оставить профессорскую должность.
Вместе с Лессепсом работал в 1855—1858 гг. над осуществлением проекта Суэцкого канала. С 1867 был консерватором библиотеки, завещанной Кузеном Сорбонне. Избранный в 1871 году в Национальное собрание от Бордо, действовал в пользу назначения Тьера главой исполнительной власти. В 1876 году стал пожизненным сенатором и примыкал, как и прежде в Национальном собрании, к партии левого центра. В правительстве Ферри (23 сентября 1880) принял портфель иностранных дел и по вопросам восточной и колониальной политики старался быть в согласии с Бисмарком. После падения правительства Ферри (10 ноября 1881) вышел в отставку.
Похоронен на парижском кладбище Пер-Лашез (участок 4).

## Труды
Переводы с древнегреческого:
- «Рассуждения о самом себе Марка Аврелия» (Pensées de Marc-Aurèle; Париж, 1876)
- «Физика Аристотеля» (Physique d’Aristote ou Leçons sur les principes généraux de la nature, П., 2 т., 1862)
- «Политика Аристотеля» (Politique d’Aristote, П., 1874)
- «Метафизика Аристотеля» (Métaphysique d’Aristote)
- «Этика Аристотеля» (Morale d’Aristote, П., 1856)

Помещал в мемуарах академии и в «Journal des savants» статьи о философии и религии Востока. Издал следующие сочинения:
- о Ведах — «Sur les Védas» (Париж, 1854),
- о буддизме — «Le Bouddhisme» (П., 1855) и «Bouddha et sa religion» (П., 1859),
- о Египте — «Lettres sur l’Egypte» (1856),
- о Магомете и Коране — «La vie de Mahomet» (П., 1863) и «Mahomet et le Coran» (1865),
- о философии братьев Амперов (Андре-Мари (1775—1836) и Жан-Жака, 1800—1864) — «Philosophie des deux Ampère» (1866),
- о французской демократии — «A la démocratie française» (1874),
- о метафизике — «De la métaphysique», 1879.